# Rick Ross
William Leonard Roberts II  (født 28. januar 1976) bedre kendt som Rick Ross er en amerikansk rapper. Han grundlage pladeselskabet "Maybach Music Group". Rick Ross har lavet mange sange med DJ Khaled, Lil Wayne,  T-Pain og Birdman.